# علوم الأرض

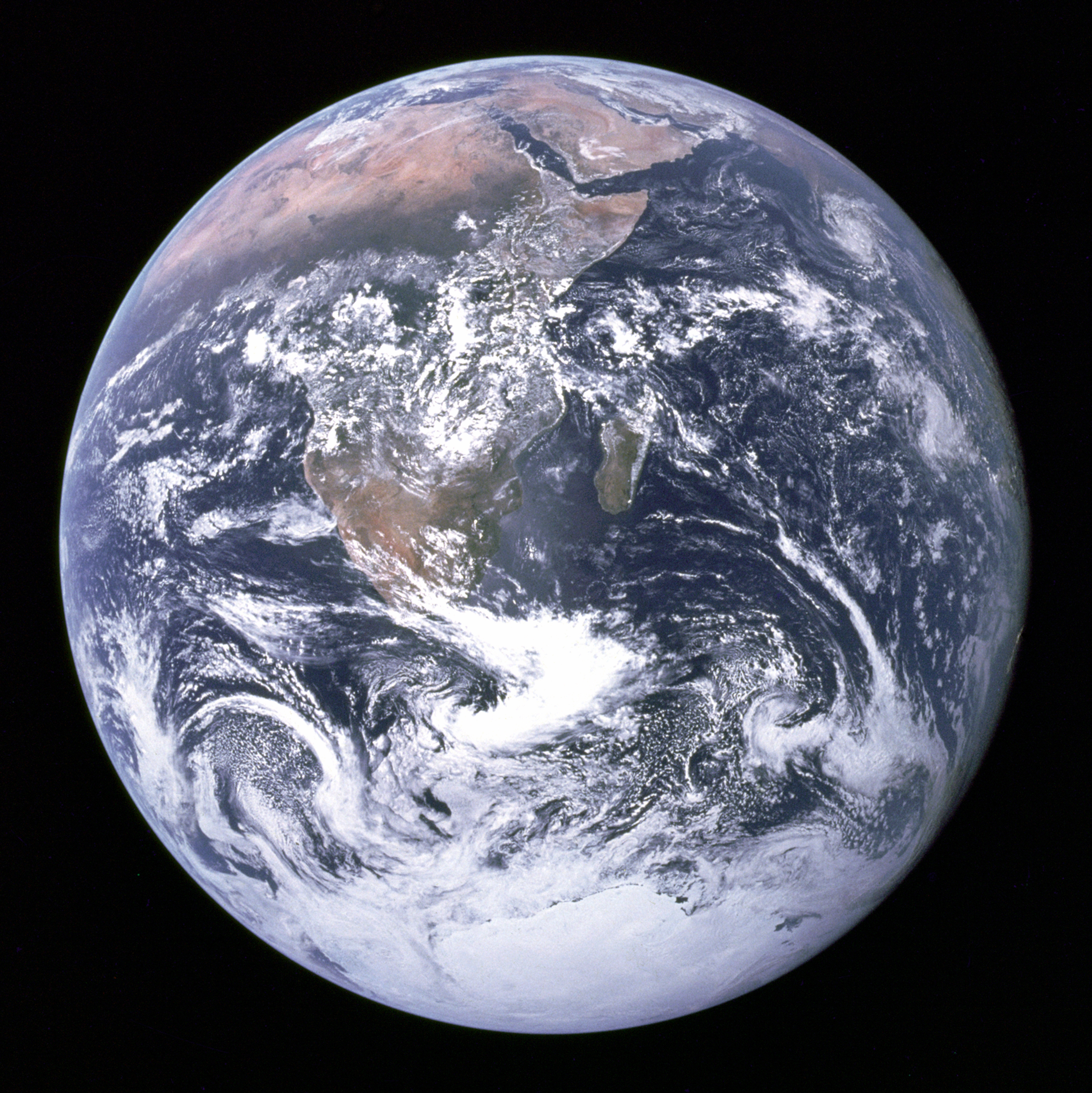
صورة الكرة الزرقاء الشهيرة التي تعتبر أول صورة لمنظر الأرض الكامل. التقطت الصورة في 7 ديسمبر 1972 بواسطة طاقم مركبة الفضاء الأمريكية أبولو 17 عند مغادرتهم مدار الأرض للقمر من على بعد حوالي 29,000 كيلومتر عن سطح الأرض. التقط الطاقم صورة الكوكب الأزرق بشكل متقن حيث كانت الشمس من ورائهم وهو ما سمح بإضائة ممتازة لكوكب الأرض، حيث تظهر أفريقيا، أنتاركتيكا والجزيرة العربية.

علوم الأرض هي جميع مجالات العلوم الطبيعية المتعلقة بكوكب الأرض. هذا الفرع من العلوم يتعامل مع التكوين المادي للأرض والتفاعلات في باطنها. علوم الأرض هي دراسة الخصائص الفيزيائية لكوكبنا، من الزلازل إلى قطرات المطر، والفيضانات إلى الحفريات. يمكن اعتبار علوم الأرض فرعًا من علوم الكواكب، ولكن لها تاريخ أقدم بكثير. تشمل علوم الأرض أربعة فروع رئيسية للدراسة، وهي الغلاف الصخري، الغلاف المائي، الغلاف الجوي، وأخيرا الغلاف الحيوي. حيث ينقسم كل منها إلى مجالات أكثر تخصصًا.
هناك كل من النهج الاختزالي والشامل لعلوم الأرض. إنها أيضًا دراسة الأرض والكواكب المحيطة بها في الفضاء. يستخدم بعض علماء الأرض معرفتهم بالكوكب لتحديد مواقع موارد الطاقة والموارد المعدنية وتطويرها. يدرس آخرون تأثير النشاط البشري على بيئة الأرض، وتصميم طرق لحماية الكوكب. يستخدم البعض معرفتهم بعمليات الأرض مثل البراكين والزلازل والأعاصير لتخطيط المجتمعات التي لن تعرض الناس لهذه الأحداث الخطيرة.
يمكن أن تشمل علوم الأرض دراسة الجيولوجيا والغلاف الصخري والهيكل الواسع النطاق الداخلي للأرض بالإضافة إلى الغلاف الجوي والغلاف المائي والمحيط الحيوي. عادةً ما يستخدم علماء الأرض أدوات من الجغرافيا والتسلسل الزمني والفيزياء والكيمياء وعلم الأحياء والرياضيات لبناء فهم كمي لكيفية عمل الأرض وتطورها. علم الأرض يؤثر على حياتنا اليومية. على سبيل المثال، يقوم خبراء الأرصاد بدراسة الطقس ومراقبة العواصف الخطيرة. يدرس أيضا بعض المختصون المياه ويحذرون من الفيضانات. يدرس أيضا المختصون الزلازل ويحاولون فهم أين كيفة عملها ويتوقعون حدوثها. أما الجيولوجيا فهي دراسة الصخور وتساعد على تحديد المعادن المفيدة. غالبًا ما يعمل علماء الأرض في الحقل، ربما تسلق الجبال أو استكشاف قاع البحر أو الزحف عبر الكهوف أو الخوض في المستنقعات. يقيسون ويجمعون عينات (مثل الصخور أو مياه النهر)، ثم يقومون بتسجيل نتائجهم على المخططات والخرائط.

## أقسام علوم الأرض

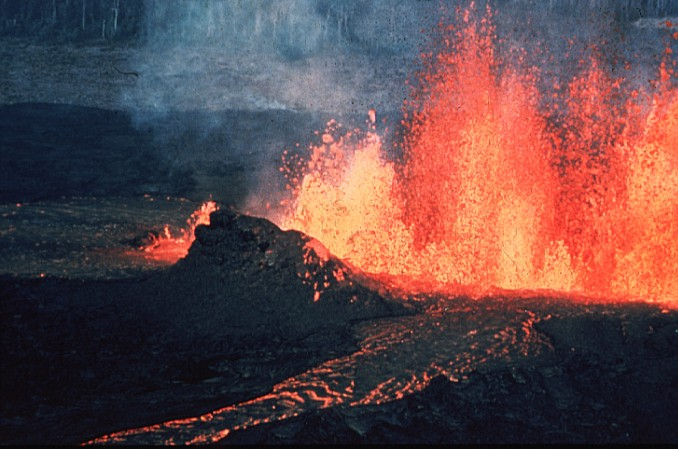
حمم بركانية خارجة على السطح.

مجال علم الأرض مجال واسع، يمكن تقسيمه إلى خمس تخصصات رئيسة هي: علم الفلك، علم الأرصاد الجوية، علم طبقات الأرض (الجيولوجيا)، علم المحيطات، علم البيئة.
- الجيولوجيا: علم بناء كوكب الأرض، يختص بدراسة القسم الصخري وقشرة الأرض بشكل عامّ. أهمّ مبدأ في الجيولوجيا هو مبدأ الحالية. تطور علم الجيولوجيا خاصة منذ الستينيات من القرن المنصرم بعد القبول العامّ لنظرية تكتونية الصفائح. العلوم المجاورة لعلم الجيولوجيا هو علم الأحياء القديمة والجيولوجيا التاريخية.[3]
- جيوديسيا: يدرس شكل الأرض وتفاعلها مع القوى إضافة لحقولها الكامنة.
- علوم التربة: تدرس علم نشوء وتطوّر مكوّنات الأراضي المختلفة بالأحرى التربة بالإضافة إلى تقسيمها.[4]
- علم تأثير التربة: هو المسار العلمي المعني بدراسة تأثير على الكائنات الحية وخاصة النباتات. وهذا العلم هو واحد من القسمين الرئيسيين لعلوم التربة ويكون علم أحوال التربة هو القسم الآخر.[5]
- تخطيط المحيطات والهيدرولوجيا.
- علم الجليد: يدرس الأٌقسام الجليدية من كوكب الأرض.
- علوم الغلاف الجوي: هو تعبير شامل لدراسات الغلاف الجوي والعمليات التي تتم به وتأثيرات الأنظمة الأخرى عليه، وتأثيره على تلك الأنظمة.
- جيومورفولوجيا: تركز على دراسة التضاريس (كالجبال والسهول والأودية والأنهار والصحاري والسواحل) وأسباب نشأتها وتطورها عبر الزمن.
- علم المعادن: يختص بدراسة المعادن وخواصها الطبيعية والكيميائية.
- علم الصخور: يختص بدراسة أنواع الصخور وتركيبها الكيميائي والمعدني.[6][7]
- جيولوجيا بنيوية: هو العلم الذي يدرس البناء الحالي للقشرة الأرضية وتطورها خلال العصور الجيولوجية.
- الجيوفيزياء: هو العلم الذي يدرس ما تحت سطح الأرض من طبقات وتراكيب جيولوجيا مختلفة وخاصة دراسة التراكيب غير مرئية التي يمكن أن تحتوي على مواد ذات قيمة اقتصادية.
- جيولوجيا فيزيائية (الطبيعية): هو العلم الذي يهتم بدراسة الظواهر الطبيعية والجيولوجية على سطح الأرض.[7][8][9]
- علم الزلازل: يهتم هذا العلم بدراسة نشأة الزلالزل وأسبابها.
- علم طبقات الأرض: هو العلم الذي يدرس القوانين والظروف المختلفة التي تتحكم في تكوين الطبقات.
- علم الأحافير: ويختص بدراسة بقايا الأحياء القديمة أو الحفريات.
- جيولوجيا تاريخية: وتختص بدراسة الطبقات وترتيب صخورها ونوعها منذ أقدم العصور إلى وقتنا الحاضر.
- جيولوجيا اقتصادية: وهو علم تطبيقي يهتم بالبحث عن المواد الاقتصادية ودراستها.
- جيوكيمياء: تختص بدراسة المعادن والصخور من الناحية الكيميائية وتوزيع العناصر في القشرة الأرضية، ونوع الحديد ونسبة الخامات المعدنية في مختلف المناطق بالقشرة الأرضية.

## باطن الأرض

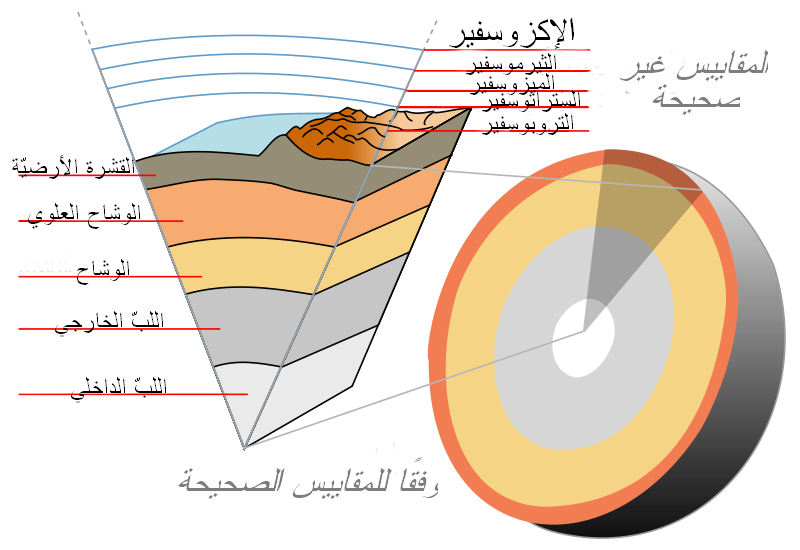
مقطع للكرة الأرضية من القلب إلى القشرة.

تعتبر تكتونيات الصفائح والسلاسل الجبلية والبراكين والزلازل من الظواهر الجيولوجية التي يمكن تفسيرها من حيث العمليات الفيزيائية والكيميائية في قشرة الأرض.
تحت قشرة الأرض يكمن الوشاح الذي يتم تسخينه من خلال التحلل الإشعاعي للعناصر الثقيلة. الوشاح ليس صلبًا تمامًا ويتكون من صهارة في حالة الحمل الحراري شبه الدائم. تؤدي عملية الحمل الحراري هذه إلى تحريك الصفائح الحجرية، ولو ببطء. تُعرف العملية الناتجة باسم الصفائح التكتونية.
يمكن اعتبار تكتونيات الصفائح على أنها العملية التي عاودت بها الأرض الظهور. نتيجة لانتشار قاع البحر، يتم إنشاء قشرة جديدة وتمدد قاع البحر بواسطة تدفق الصهارة من الوشاح إلى السطح القريب، من خلال الشقوق، حيث يبرد ويتصلب. من خلال الإنجاب، تعود القشرة المحيطية والغلاف الصخري إلى الوشاح الحراري.
تسمى مناطق القشرة التي يتم فيها تكوين قشرة جديدة بالحدود المتباعدة، وتُعرف المناطق التي يتم فيها إعادتها إلى الأرض بحدود متقاربة وتلك التي تنزلق فيها ألواح بعضها البعض، لكن لا يتم إنشاء أو إتلاف أي مواد جديدة بالحدود المحافظة، تنتج الزلازل عن حركة الصفائح التكتونية وغالبًا ما تحدث بالقرب من الحدود المتقاربة حيث يتم إجبار أجزاء من القشرة على الأرض كجزء من الاندساس.
تنتج البراكين أساسًا عن ذوبان مادة القشرة المخففة. تذوب مادة القشرة التي يتم إجراؤها في طبقة الإسفينوسفير، ويصبح جزء من المادة المذابة خفيفًا بما يكفي للارتفاع إلى السطح، مما يؤدي إلى توليد البراكين.

## الغلاف الجوي للأرض

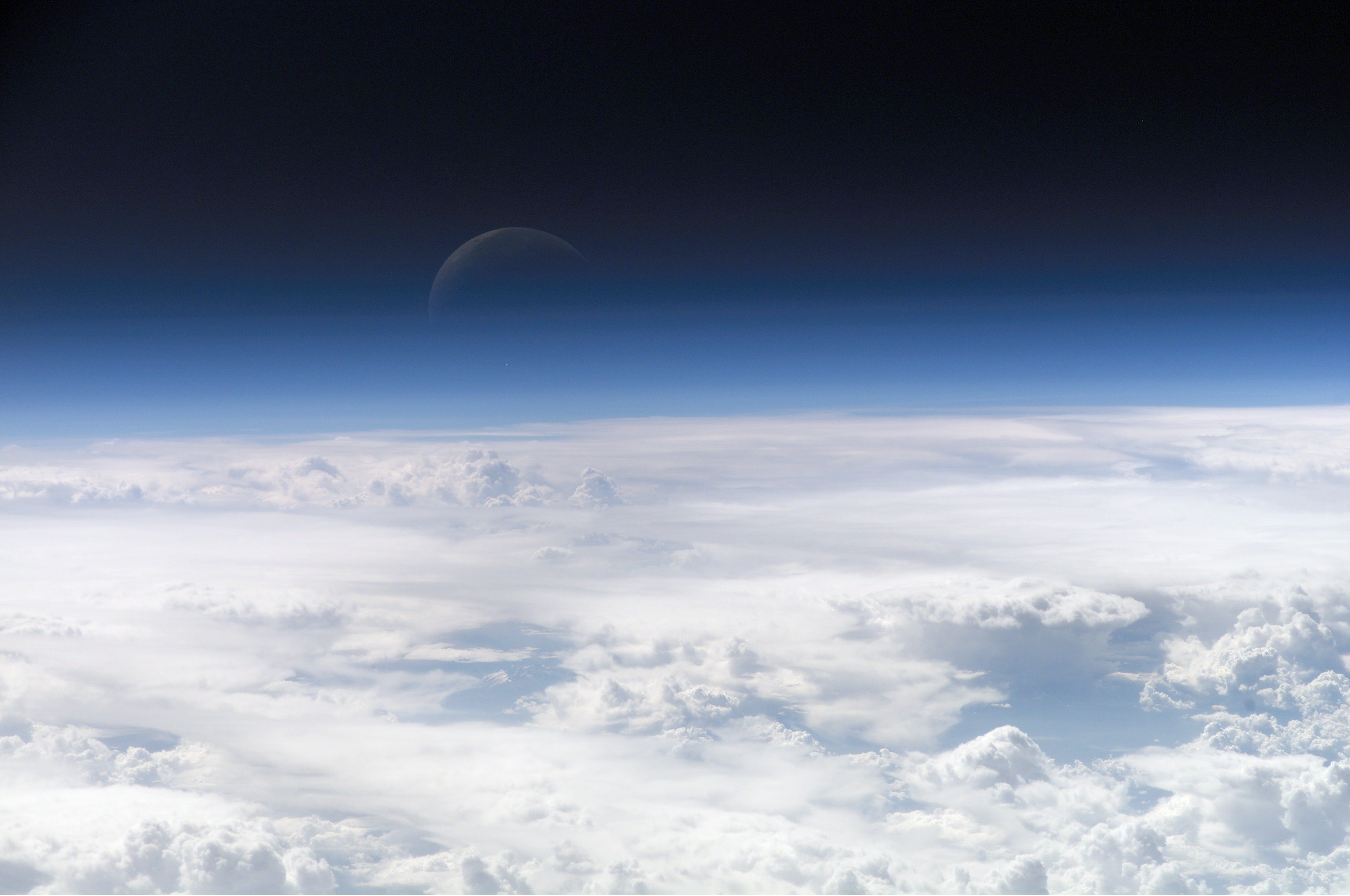
غازات الغلاف الجوي للأرض تبعثر الضوء الأزرق أكثر من غيرها من الموجات، وتمنح الأرض هالة زرقاء عند رؤيتها من الفضاء.

طبقة التروبوسفير، والستراتوسفير، والميزوسفير، والثرموسفير، والإكسوسفير هي الطبقات الخمس التي تشكل الغلاف الجوي للأرض. تقع 75% من الغازات في الغلاف الجوي داخل طبقة التروبوسفير، أدنى طبقة. بشكل عام، يتكون الغلاف الجوي من حوالي 78.0% نيتروجين و20.9% أكسجين و0.92% أرجون. بالإضافة إلى النيتروجين، توجد كميات صغيرة من الغازات الأخرى بما في ذلك ثاني أكسيد الكربون وبخار الماء. يسمح بخار الماء وثاني أكسيد الكربون للغلاف الجوي للأرض بالتقاط طاقة الشمس والاحتفاظ بها من خلال ظاهرة تسمى تأثير الاحتباس الحراري. هذا يسمح لسطح الأرض بأن يكون دافئًا بدرجة كافية للحصول على ماء سائل ودعم الحياة. بالإضافة إلى تخزين الحرارة، يحمي الغلاف الجوي أيضًا الكائنات الحية عن طريق حماية سطح الأرض من الأشعة الكونية. ينتج المجال المغناطيسي -الناتج عن الحركات الداخلية لللب- الغلاف المغناطيسي الذي يحمي الغلاف الجوي للأرض من الرياح الشمسية. نظرًا لأن الأرض يبلغ عمرها 4.5 مليار سنة، لفقدت غلافها الجوي الآن إذا لم يكن هناك غلاف مغناطيسي وقائي.

## المجال المغناطيسي للأرض
المغناطيس الكهربائي هو مغناطيس يتم إنشاؤه بواسطة تيار كهربائي. تحتوي الأرض على لب داخلي صلب من الحديد محاط بنواة خارجية سائلة تعمل بالحمل الحراري؛ لذلك، فإن الأرض عبارة عن مغناطيس كهربائي. تحافظ حركة الحمل الحراري على المجال المغناطيسي للأرض.

## أغلفة كوكب الأرض
تقسم أغلفة الكوكب الرئيسية في علم الأرض بشكل عام على أربعة أغلفة هي الغلاف الصخري والغلاف المائي والغلاف الجوي والغلاف الحيوي؛ تتوافق هذه الأغلفة مع الصخور والماء والهواء والحياة. يشمل البعض أيضًا على الغلاف الجليدي (المقابل للجليد) كجزء متميز من الغلاف المائي والغلاف الترابي (المقابل للتربة) باعتباره مجالًا نشطًا ومختلطًا.

### الغلاف الجوي
- كيمياء الغلاف الجوي
- علم المناخ
- الأرصاد الجوية
- الأرصاد الجوية المائية
- علم المناخ القديم

### الغلاف الحيوي
- الجغرافيا الحيوية
- علم البيئة
- علم المتحجرات
- علم الطلع
- علم الأحياء الدقيقة الجيولوجية
- الكيمياء الجغرافية الحيوية

### الغلاف المائي
- الهيدرولوجيا
- علم المحيطات
- علم المحيطات الكيميائي
- علم المحيطات الفيزيائي
- علم الأحياء البحرية
- علم المحيطات الجيولوجية

### الغلاف الصخري
- جيولوجيا
  - الجيولوجيا الاقتصادية
  - الجيولوجيا الهندسية
  - الجيولوجيا البيئية
- الترسبات
- جيوكيمياء
- الجيومورفولوجيا
- جيوفيزياء
- التاريخ الجيولوجي
- مغناطيسية أرضية
- علم الزلازل
- الهيدروجيولوجيا
- علم المعادن
- علم البلورات
- علم الجواهر
- علم الصخور
- علم البراكين

### الغلاف الترابي
- علوم التربة
- علم تأثير التربة

### أنظمة
- علوم نظام الأرض
- العلوم البيئية
- جغرافيا
- الجغرافيا البشرية
- الجغرافيا الطبيعية
- فرضية غايا

### أُخرى
- علم الخرائط
- نظم المعلومات الجغرافية
- علم الجيوفيزياء الأثرية
- الاستشعار عن بعد
- الجيوديسيا

## وصلات خارجية
- NASA Earth Observatory (بالإنجليزية)